# Maite Kelly
Maite Star Kelly (*4. prosinec 1979, Berlín, Německo), je irská zpěvačka, skladatelka, modelka a textařka, členka skupiny The Kelly Family.

## Počátky
Narodila se v Berlíně do rodiny Barbary Ann Kelly a Daniela Jerome Kellyho jako sedmá z jejich společných dětí. Stejně jako ostatní sourozence i ji rodiče od narození hudebně vzdělávali. Během působení ve skupině hrála především na akustickou kytaru a baskytaru.

## Kariéra
Maite s kapelou začala vystupovat zhruba kolem roku 1985 především jako zpěvačka. K největším hitům, které zpívala jako hlavní zpěvačka, patří skladby jako Roses of Red nebo Every Baby.
Dnes spolupracuje se zásilkovým obchodem BonPrix a působí zde jako modelka a módní návrhářka. Účinkovala také v německé verzi muzikálu Hairspray a vyhrála taneční soutěž Let’s Dance. Účinkuje také v muzikálu Die Schwarzen Brüder
Za svou kariéru vydala také 4 sólová alba.

## Osobní život
Maite Kelly je vdaná za Florenta Raimonda, se kterým má dcery Agnes a Josephinu a se kterým také chvíli žila v Togu, kam se i s rodinou dodnes vrací. Na svých webových stránkách vede také eshop s módními doplňky.